# Torleif Härd
Torleif Härd, född 1959, är en svensk kemist och molekylärbiolog som forskar inom strukturbiologi. Han är son till germanisten John Evert Härd.
Torleif Härd disputerade 1986 i fysikalisk kemi vid Chalmers tekniska högskola. Han kom 1990 till Karolinska Institutet som ledare för en forskargrupp och blev 1995 professor i strukturbiokemi vid Kungliga Tekniska högskolan. 2003 till 2008 var han professor i strukturbiologi vid Göteborgs universitets medicinska fakultet, och sedan 1 januari 2009 är han professor i strukturell molekylärbiologi vid Sveriges lantbruksuniversitet.
I sin forskning har han undersökt sambandet mellan struktur och funktion hos komplex bestående av protein, peptider och nukleinsyror, forskning som delvis har koppling till Alzheimer-relaterade sjukdomar.
Härd invaldes 2008 som ledamot av Kungliga Vetenskapsakademien.